# 恭门镇
恭门镇，是中华人民共和国甘肃省天水市张家川回族自治县下辖的一个乡镇级行政单位。

## 行政区划
恭门镇下辖以下地区：
西关村、天河村、麻山村、毛磨村、河北村、杨坡村、水池村、柳沟村、张窑村、麻崖村、灵台村、城子村、许湾村、西坡村、梁湾村、团结村、付川村、古土村、河峪村、恭门村、海河村、毛山村、阴山村、张巴村、仁湾村、袁河村和袁家村。